# Enola Gay (Band)
Enola Gay war eine deutsche Power-Metal-Band aus Georgsmarienhütte. Der Bandname bezieht sich auf den amerikanischen Boeing B-29-Bomber Enola Gay, der am 6. August 1945 über der japanischen Stadt Hiroshima die erste Atombombe abwarf.

## Geschichte
Gegründet wurde Enola Gay 1987 als Schülerband. Nachdem gut sechs Jahre später Rainer Rage, Ex-Gitarrist der deutschen Metalband S.D.I., sowie Gitarrist „Cagge“ die Gründungsmitglieder Michael Hildebrand und Carsten Duhme ersetzt hatten, wurde mit dem kurz darauf produzierten Demo Spectrum of Colours der erste Plattenvertrag erzielt.
In der Phase der Etablierungsbemühungen war Schlagzeuger Marc Könnecke beruflich als einziger in einer Festanstellung, Gitarrist Cagge studierte inzwischen Musik und hatte einen Job als Regieassistent an der Osnabrücker Oper, Sänger Peter Diersmann befand sich in der Ausbildung zum Elektrotechniker in der Datenverarbeitung und bezog BAföG und Bassist Christian Meyer schlug sich mit Gelegenheitsjobs durch.
Im Februar 1995 erschien das „vor Power nur so strotzende Debüt“ F.O.T.H. bei Shark Records. Das Label versprach sich einen guten Absatz in Japan, weil sich die Band dort bereits durch das Demo eine solide Fanbasis geschaffen hatte. „Enola Gay in Japan bekannter als zuhause“ titelte die Neue Osnabrücker Zeitung im Januar 1995, als japanische Fans ihren Europaurlaub dazu nutzten, die Band in ihrer Heimatstadt zu besuchen. So erschien F.O.T.H. in Japan bei JVC mit dem zusätzlichen Titel Kingdom of the Light. Bei der deutschen Kritik erzielte Enola Gay auch wegen ihrer Auftritte überdurchschnittlich gute Bewertungen, sie zeichneten sich durch „ungemein agiles stageacting“ aus und gaben „Anschauungsunterricht in Sachen Power Metal“, so dass Enola Gay ein Low-Budget-Video zu Close-Cropped Head produzieren ließ, das mehrfach auf dem Musiksender VIVA gespielt wurde.
Im April 1995 absolvierten Enola Gay als Support der finnischen Power-Metal-Band Stratovarius eine Tournee durch Deutschland, Österreich und die Schweiz.
Nach internen Querelen, die Mitte 1995 begonnen hatten, verließ Rainer Rage Anfang 1996 die Band. Für das zweite Album suchte die Band nach einem geeigneten Nachfolger. Doch als sich abzeichnete, dass so schnell kein adäquater Ersatz gefunden wird, entschlossen sich die Musiker, das Album Pressure zu viert im Mohrmann Studio in Bochum aufzunehmen. Einige Soli steuerte Uwe Lulis (Accept, Grave Digger), ein Freund der Band, bei.
Pressure, die bei Cream Rec./RTD im Januar 1997 erschien, erhielt zahlreiche positive Kritiken, z. B. ein „Exzellent“ im Rock Hard. Ein „gnadenlos harter Thrash-Gitarrensound mit eingängigen Melodien“ überzeugte selbst die Jugendzeitschrift Bravo, denn Pressure zeichnet sich durch kompakteres Songwriting und härtere Gitarrenparts als auf dem Debüt aus. Der Gesang verzichtet weitgehend auf genretypische Koloraturen und wird als stückdienlicher bezeichnet. Das „Fingerspitzengefühl beim Songwriting“ geht überwiegend auf Sänger Diersmann zurück, der fünf der insgesamt neun Titel komplett komponierte. Pressure erschien in einer zu der Zeit genre-unüblichen transparenten neongrünen CD-Hülle; ein Kompromiss zwischen dem Wunsch der Band nach einem schwarz-weißen Cover und der Forderung der Plattenfirma nach farblicher Gestaltung. Auf Pressure veröffentlichte Enola Gay mit dem „wirklich beeindruckenden Beatles-Cover Eleanor Rigby“ ihren ersten Coversong.
So wurde mit Century Media eines der bekanntesten Undergroundlabels Deutschlands auf Enola Gay aufmerksam. Noch bevor das dritte Album der Band erschien, wurde die Band mit den aus Seattle stammenden Nevermore und Iced Earth aus Florida im April 1997 auf eine umfangreiche Europatournee durch Italien, Schweden, Schweiz, Österreich, Niederlande, Belgien und Deutschland geschickt. Dabei war mit dem Gitarristen Nico Luttenberg das Quintett wieder komplett. Frank Albrecht bescheinigte im Rock Hard der neuen Besetzung „enorme Spielfreude“ und konstatierte, Enola Gay „sind das mit Abstand Beste, was der deutsche Power Metal-Underground zu bieten hat“. Bisher hatte sich das allerdings nicht in den Verkaufszahlen niedergeschlagen, die weltweit jeweils bei überschaubaren 5.000 Exemplaren lagen.
Am 21. Juni 1999 erschien das dritte und letzte Album Strange Encounter bei Century Media. Auch diese CD erhielt gute Rezensionen: Es sei ein „mächtiges Album“, man habe „zum richtigen Zeitpunkt den richtigen Longplayer“ veröffentlicht. Strange Encounter war in Düsseldorf im Crownhill Studio aufgenommen worden, ebenso wie der Titel Heaven and Hell von Black Sabbath für den vielbeachteten Sampler Holy Dio – A Tribute to Ronnie James Dio. Der Titel Browsing erschien auf der Rock-Hard-CD-Beilage 18x Dynamit/Vol. 17.
Nach mehreren Auftritten mit Metal Church, Skyclad, Mercyful Fate, Testament, The Sweet und Saxon machte sich Enola Gay an die Arbeit zum vierten Album. Doch aufgrund musikalischer Differenzen kam es nie zu einem Nachfolger. Enola Gay gilt als aufgelöst.

## Stil
Der Stil wird dem Genre Power Metal zugerechnet. Selbst bezeichnet die Band ihre Musik als „basically a progressive-edged melodic metal affair“.
Frank Albrecht schrieb im Rock Hard: „Früher hätte man's wohl Speed Metal genannt, heute ist es schlicht und ergreifend gut gespielter, abwechslungsreicher und kraftvoller Heavy Metal, der mit zahlreichen tollen Melodien und technischen Feinheiten gespickt ist.“

## Diskografie
- 1989: The Apocalyptic Dream (Demo)
- 1993: Spectrum of Colours (Demo)
- 1995: F.O.T.H. (Album, Shark/RTD)
- 1997: Pressure (Album, Cream/RTD)
- 1999: Strange Encounter (Album, Century Media/SPV)

### Beiträge auf Kompilationen
- 1993: Rockbilanz ’93 – Titel: Spectrum of Colours
- 1994: Rare, Heavy and New (Shark/RTD) – Titel: Spectrum of Colours, Doomwatch
- 1997: Stahlmaster 2 (Cream/RTD) – Titel: Who's my God
- 1997: Stahlmaster 3 (abs/RTD) – Titel: Kingdom of the Light
- 1999: 18x Dynamit Vol. 17 (Rock Hard) – Titel: Browsing
- 1999: Holy Dio – A Tribute to Ronnie James Dio (Century Media/SPV) – Titel: Heaven and Hell